# بهرام کلهرنیا
بهرام کلهرنیا طراح، مجسمه‌ساز، گرافیست، نقاش و پژوهشگر و مدرس هنر اهل ایران است.

## تبار و زندگی
بهرام کلهرنیا در ۱۰ فروردین ۱۳۳۱ در خانواده‌ای کرد از ایل کلهر در استان کرمانشاه به دنیا آمد.
در تمام سال‌های کودکی و نوجوانی، آمد و شد خانواده میان شهر و روستا، و تجربهٔ زندگی در طبیعت غنی و نیرومند منطقهٔ غرب ایران برایش امکان آشنایی و بهره بردن از جهان گیاهان و جانوران را فراهم ساخت.
علاوه بر این، آشنا شدن با قصه‌ها، باورها، تجربه‌های قومی، شیوه‌های کار و زندگی مردم و شنیدن داستان‌های حماسی از جنس شاهنامهٔ فردوسی و شاهنامهٔ کُردی و آمیختن این مفاهیم با روند زندگیِ عشیره‌ای و آرزوهای مردم، در او اثری عمیق و ماندگار به جا گذاشت که در مسیر زندگی و در آثاری که خلق کرده، تأثیر بسزایی داشته است.
دوران تحصیل او در دبیرستان «دکتر عبدالحمید زنگنه» در کرمانشاه، به واسطهٔ حضور مدرسینی با شخصیت‌های انسانی و آموزشیِ بسیار مؤثر، چون سعیدنیا، اتکال، تولایی، ناظم‌پور، کتان‌چی، صدری و… سبب گسترش طرز اندیشه و توجه وی به ارزشِ «پرسش» گردید.
در سال‌های کودکی و نوجوانی به سبب مناسبات فرهنگی خانواده و راهنمایی‌ها و پشتیبانی‌های برخی نزدیکان، شوق مطالعه به شکل بنیانی در او شکل گرفت و در همین دوره بود که مشتاقانه انواع کتاب‌ها در عرصهٔ علوم، جامعه‌شناسی، تاریخ و به ویژه ادبیات کلاسیک جهان را با علاقمندی مطالعه کرد.

## تحصیلات
سال ۱۳۵۱ با ورود به دانشکده‌ی هنرهای تزئینی در تهران با تنوعی از شیوه‌های تمرین هنری و عرصه‌های مختلف کارِ تجسمی آشنا شد و شکل‌گیری مناسبات اجتماعی جدید میان او و استادان و هم‌دانشکده‌ای‌ها، سال‌هایی پر از انگیزه‌های نوی فکری برایش فراهم ساخت.
سال‌های حضور در دانشکده، فرصت خوبی برای تمرین و کار و کوشش و کشف بود. در این سال‌ها آشنا شدن و بهره بردن از حضور استادانی چون شیددل، لیلیت تریان، حسین کاظمی، محمد ابراهیم جعفری، غلامحسین نامی، میرفندرسکی، انواری، احراری، سبب شکوفایی ارزش‌های وجودی‌اش گردید.
در این میان شیددل و خانم تریان در مناسباتی نزدیک‌تر، بر زندگی عاطفی-اندیشه‌ای او اثر به بار آوردند. بیش از دو سال همراهی و همکاری با استاد شیددل، هنگام اجرای نقاشی بزرگ دیواری در کاخ کشاورزی، سبب توسعهٔ توانمندی‌های اندیشه‌ای و عملیِ وی در فعالیت‌های هنری گردید.
در سال‌های دانشکدهٔ تزئینی، به سبب انگیزه‌های اجتماعی در مشارکت با بعضی استادان و هم‌دانشکده‌ای‌ها، فعالیت‌های پیشتاز و فرهنگیِ بسیاری را به انجام رساند. چاپ نخستین نشریهٔ دانشجویی، راه‌اندازی کتابخانه، شکل‌بخشیدن به گروه تئاتر با راهنمایی استاد ابوالحسن ونده‌ور، برپاییِ شب‌های شعر و ادب و سخنرانی و ده‌ها تلاش دیگر که همگی سبب ایجاد رأی و دیدگاه فرهنگیِ همه‌سویه‌نگر و پویای او گردید و نتایج این قابلیت‌ها در سال‌های بعد در روند تجربه‌های آموزشی‌اش در جایگاه مدرسِ هنر به شکلی آشکار سودمند واقع شد.

## فعالیت‌ها و حرفه
کلهرنیا بعد از گذراندنِ دورهٔ خدمت سربازی، به مدت یک سال با دانشگاه هنر همکاری داشت.
بازگشت به کرمانشاه در زمان جنگ با نیت کار و فعالیت و خدمت در زادگاه، فرصتی بود برای راه‌اندازیِ نخستین هنرستان هنرهای تجسمی پسران کرمانشاه و همکاری با مراکز آموزش هنر و سازمان‌های دیگر و شکل‌گیری شالوده‌های اندیشه‌اش دربارهٔ بازمانده‌های روش زندگی و تفکر اسطوره‌ایِ تاریخِ مردم کُردِ منطقه که در دراز مدت منجر به آگاهی‌های کامل‌تری دربارهٔ اسطوره‌های بنیانیِ ملی به شکلی جدید گردید.
بنیان‌گذاری هنرستان کرمانشاه با همراهی همسرش فروغ درافشان و مرتضی شریفی، فرصتی ایجاد کرد تا جوانان صاحب استعداد بتوانند شانس‌های جدیدی برای رشد و توسعه بیابند. از دل این هنرستان، برخی از افرادِ پر ارزش جهان هنر و اندیشهٔ امروزِ ایران همچون فریدون بیگلری (باستان‌شناس)، اردشیر پژوهشی، مسعود همتی، محمدرضا نادری، کامران شریفی و… برآمدند.
پس از بازگشت به تهران، در سال ۱۳۶۹ همکاری‌اش با دانشکدهٔ هنر و معماری دانشگاه آزاد اسلامی واحد تهران مرکزی آغاز شد. دورهٔ طولانی تدریس وی تا سال ۱۴۰۱ ادامه داشت. در طی این سال‌ها افراد پرشماری در عرصهٔ فعالیت‌های اندیشه‌ای، علمی و هنری، تحت تأثیر او شکوفا شدند.
در گروه ارتباط تصویری با مدیریت او از سال ۱۳۷۵، دورهٔ درخشان و پرآوازهٔ آموزشیِ این گروه شکل گرفت.
تدریس در رشته‌های گوناگونِ هنری در دانشکدهٔ صدا و سیما و مراکز آموزشی دیگر، همکاری با کمیسیون تألیف کتاب‌های آموزش هنرِ دانشکده‌های علمی-کاربردی، همکاری با سازمان‌ها و نهادهای دولتی و غیردولتی، ملی و بین‌المللی به عنوان مشاورِ پژوهشی و هنری و فرهنگی، از جمله فعالیت‌های او است.
روش تدریس او از به هم تنیده شدن ارزش‌های اندیشه‌ایِ هنری، معنوی، روان‌شناسی و فلسفی برمی‌خیزد. او در خلق آثارش از اسطوره‌های کهن ایرانی الهام می‌گیرد و مفهوم خیر و شر در آن‌ها بازتابی گسترده دارد. از این رو برخی منتقدان او را ویلیام بلیک ایران می‌دانند و از او به عنوان یکی از نمایندگان برجسته نقاشی-شعر ایران نیز یاد می‌شود.
در تمام این سال‌ها به سبب جایگاه فکری و تنوع اندیشه‌اش، سخنرانی‌های بسیاری با مفاهیم متفاوت در مراکز گوناگون ارائه نمود.
برنامه‌ریزی و مشاوره و اجرای پروژه‌های فرهنگی و شرکت در بسیاری از جشنواره‌های هنری، با عنوان عضوِ شورای سیاست‌گذاری، دبیر یا داور، جزو کارهای او محسوب می‌گردد.
کمیسیون‌های مختلفِ هنری-فرهنگی به ویژه در وزارت ارشاد اسلامی، صدا و سیما، وزارت نفت، وزارت نیرو، کشت نیشکر خوزستان، شهرداری، جهاد دانشگاهی، موزه‌های مختلف و نیز در نهادهای مدنی مانند سازمان یونسکو و یونیسف در دوره‌های متعدد، از مهارت‌ها و طرز فکر او بهره‌ها برده‌اند.
همکاری با عنوان مدیر هنری چه در پروژه‌های اقتصادی و چه در نهادهای فرهنگی یا نزد ناشرین از زمره کوشش‌های او بوده است.
همراه با فعالیت‌های شمرده شده، شرکت در نمایشگاه‌های هنری گروهی و برپایی چندین نمایشگاه انفرادیِ طراحی را در کارنامهٔ او می‌شود یافت.
کلهرنیا به واسطهٔ توسعهٔ تفکرِ تحلیلی-انتقادی، در جهانِ تجسمی و انجام پروژه‌های آموزشی-مطالعاتیِ فراوان، و نشرِ برخی دیدگاه‌ها، به عنوان شخصیتی مستقل و اندیشه‌ورز شناخته شده است.
طی این سال‌ها سازمان‌ها و نهادهای ملی مختلفی به احترام او مراسم بزرگداشت و تکریم برپا نموده‌اند. از جمله فرهنگسرای نیاوران، اداره کل فرهنگ و ارشاد اسلامی کرمانشاه، اهدای نشان سروِ مرداد از جانب انجمن طراحان گرافیک کرمانشاه به پاس بنیانگذاری آموزش گرافیک در کرمانشاه (۱۳۹۰)، راه‌اندازی خانهٔ فرهنگ در سرپل‌ذهاب به نام او و…
از زمان شکل‌گیری انجمن صنفی طراحان گرافیک ایران، بهرام کلهرنیا همراه با سایر پیشگامان گرافیک، به عنوان عضو و در برخی دوره‌ها به عنوان عضو هیئت‌مدیره با انجمن همکاری نموده و در این مدت در شکل بخشیدن به پیکرهٔ قانونی و تدوین آیین‌نامه‌های اجرایی، نقش مؤثری داشته است. او همچنین از سال ۱۳۹۰ عضو افتخاری انجمن طراحان گرافیک کرمانشاه است.
در دوره‌ای از فعالیت‌ها در صدا و سیما، ضمن ارائهٔ مشاوره‌های فنی برای ارتقای وضعیت تولید در شبکهٔ ۴ سیما، برنامه‌های «سیمای ۴» و «چهار خوانِ خِرد» در سال‌های ۱۳۸۶–۸۷ را با محوریت فرهنگی، اجتماعی با بیان تحلیلی، انتقادی تولید نمود.
در سال ۱۳۹۸ بهرام کلهرنیا با راه‌اندازی «گالری وَرد»، مرکزیتی فرهنگی برای شکل بخشیدن به آرزوها و خواسته‌های هنری-فرهنگی‌اش به وجود آورد تا بتواند در نقشی جدید فعالیت‌هایش را ادامه دهد. حاصل این موضوع برپایی ده‌ها نمایشگاه و نشست‌های پرشمار نقد و تحلیل و بحث در عرصه مفاهیم هنری بوده است.
در شرایط کنونی ضمن انجام فعالیت‌های فرهنگی-هنری-پژوهشی، به عنوان رئیس هیئت‌مدیره انجمن صنفی طراحان گرافیک ایران و عضو شورای عالی خانه هنرمندان ایران در راستای ایجاد شرایط مناسب برای فعالیت هنرمندان و اهل فرهنگ مشغول به فعالیت است.

## دیدگاه‌ها
وی در گفت وگویی دربارهٔ آثار هنری خود در نمایشگاه «سهم شک» گفت: من در آثارم آینه‌هایی را در برابر بینندگانم گذاشتم تا بخش‌های دیگر موجودیت خودشان را بیابند. ما اگر فیزیک ظاهری را کنار بگذاریم، در داخل و در وجودمان چیز دیگری وجود دارد. درون من قشونی از سوارکاران و مبارزین راه کمین کرده‌اند. در داخل کس دیگری، راه‌زن‌ها کمین کرده‌اند و در داخل یک نفر دیگر، پرنده‌ای افسانه‌ای آواز می‌خواند. زندگانی راه بیان این موجودات را بسته است. ما پنهانِ خودمان را نمی‌بینیم و گوش‌مان را به صدای افسانه‌سرای خودمان بسته‌ایم. من این چیزها را بیدار کردم و به بیننده نشان دادم که ببیند این‌ها هم در درونش ساکن هستند. وقتی چند نفر از یک تابلو خوش‌شان می‌آید، متوجه می‌شوم که چه مشترکات جالبی میانشان وجود دارد. متوجه می‌شوم که موجود پنهان و نهاد کهن الگوییِ آدم‌ها در برابر این تابلوها می‌توانند حساس شوند و سربلند کنند. این برای من اهمیت دارد.
واقعیت قضیه این است که این‌ها ناگهانی پیدا نشده‌اند و پیش از من وجود داشته‌اند. جهان پدیده‌ای ازلی-ابدی است و من فقط فرصت کوتاهی برای تجربهٔ برش کوچکی از هستی را دارم. موجودیت ازلی-ابدیِ هستی در من جاری است. من چه در هیبت موجودیت کیهانی‌ام و چه در هیبت زندگانی شخصی خودم به طریق دیگری زیستم. من خوب خواندم، خوب زندگی کردم، از منابع هستی به خوبی بهره بردم و از برکت جهان سیراب شدم. من بر این باورم که هر آدمی در داخل خودش چندین آدم دیگر دارد؛ موجوداتی که زیر جلد چهره او کمین کرده‌اند و قرار است در هر لحظه هر کدام بیدار شده و عهده‌دار موضوعی شوند. هر کسی اگر از بامداد تا شامگاهش را نگاه کند، دگرگونی‌های رفتار خودش را می‌تواند بفهمد. آدمی مدام دگرگون می‌شود و این دگرگونی متصل به دَمِ موجوداتی‌ست که در ما قرار گرفته‌اند.
در تفکر مشایخ اندیشه ایرانی، دائماً از این گوناگونی، هزارچهره و سیمرغ بودن گفت‌وگو می‌شود. من این را خیلی جدی باور دارم و معتقدم که به کهن‌سالگی تاریخ در هر آدمی هزاران آدم تعبیه شده است. حال گاهی راه به ادراک آن نمی‌بریم و آن را نمی‌شناسیم و گاهی به ما نزدیک است. من به سبب نوع زندگانی خودم به این جهان نزدیک شده‌ام. نه تنها به آن نزدیک شدم، بلکه در بازگشت به درون، در او بازی، کودکی، شرارت و تنبلی کردم. کنار سلحشوران، بزه‌کارها، خلاف‌کاران و… قرار گرفتم. بارها در این جهان سر دار رفتم، بارها خسبیدم، بارها بیدار شدم و بارها دل باختم. من نمی‌خواهم باور کنم ولی می‌خواهم بپذیرم که سرنوشتی که انسان پیدا کرده و به یک مصرف‌کننده سطحی‌نگر کوچک و کم کیفیت تبدیل شده، سرنوشت اصیل و واقعی برای انسان است. من معتقدم که ریشه‌های وجودی انسان بسیار غنی‌تر و نیرومندتر از آن چیزی است که خود او فکر می‌کند. ما موجودیت تاریخی داریم و در این موجودیت تاریخی است که عجایب‌المخلوقات پیدا می‌شود و این عجایب‌المخلوقات چهره‌های دیگر موجودیت ما هستند که به این شکل درآمده‌اند.
حسین نوروزی، منتقد هنری و نقاش، دربارهٔ آثار کلهرنیا در نمایشگاه انفرادی «سهم شک» نوشت: «وجوه شخصیتی و توانایی‌ها و خلاقیت‌های خاص برخی از آدم‌ها، گویی در میان بسیاری تبحرهای آنان مغفول مانده و اغلب کم دیده می‌شود یا اصلاً دیده نمی‌شود. منظورم به کسی همچون بهرام کلهرنیا است. مردی که لباس‌های فاخر بسیاری از معارف و هنرها براندامش برازنده و شایسته نمود و جلوه می‌کند و هیچ خلعتی از فرهنگ و دانایی و هنر ایرانی برتنش زار نمی‌زند.
مردی دانا و به معنای قدیم، حکیم، فنان، سخنور، معلم و مجری توانا در محافل بزرگ و رسانه‌های جمعی، دارای قلم و بیانی شیوا که واژگان همچون بردگانِ رامِ ذهنِ پردازش‌گرِ شیرین گفتار اویند و صاحب ایده و فکر و نظر در عرصه مدیریت‌های کلان و تأثیرگذار در هنر معاصر ایران.
... اما این بار بهرام کلهرنیا در خلعتی دیگر و در شمایلی حیرت‌انگیز بر صحنه زندگانی‌اش ظاهر می‌شود؛ کلهرنیا به مثابه یک طراح قدر و توانا. با آثاری شگرف در ابعادی نه چندان مرسوم ومعمول. این بار پیکره‌ساز ماهرِ هم‌روزگارمان، مجموعه طراحی‌های غیر عرفش را که نه من و نه خیلی‌ها ندیده بودیم و از وجودشان بی‌خبر بودیم در گالری آ تهران در معرض نگاه می‌گذارد. قدرت دست در طراحی، درگیر کردن مخاطب با ترکیب‌بندی‌های بغایت تأثیرگذار و بهت‌انگیز و مضامینی که میان اسطوره‌های کهن و شمایل‌های قدرتمند معاصر در تلاش القای مفهومی نو در بیانی هنرمندانه است.
کلهرنیا الماسی تیز و بسیار چند وجهی است. او را و شخصیت و تکوین کاراکتر هنری‌اش را نمی‌توان به یک‌باره باز شناخت. هنرمندی به شدت چند لایه همچون اسلاف ایرانی‌اش و مردی که آرام و قرار ندارد. اگرچه با محاسن سپیدگون‌اش اصرار بر سپری شدن ایام را به ما گوشزد می‌کند، اما نیروی خلاقه و شور و هیجان و امید او به جوان‌ترها پهلو می‌زند و با تواضعِ مثال زدنی‌اش، آرام و معلم‌وار، نقصانی در عرصه هنرهای تجسمی معاصر ایران را به رخ می‌کشد.
طراحی! او با تمام وجودش در کارهایش از غربت مداد و عزلت سیاهی و خاکستری‌ها و ارزش مغفول مانده طراحی به عنوان فصل مشترک و عنصر پایه و اصلی بسیاری هنرهای دیداری تذکر می‌دهد.».

## فعالیت‌ها
- عضویت در هیئت مدیره‌های دوره‌های مختلف انجمن صنفی طراحان گرافیک ایران[۵]
- عضویت در شورای عالی خانه هنرمندان ایران
- عضویت در کمیسیون اعزام هنرمندان به شهرک هنری سیته پاریس، از ۱۳۹۱
- مشاوره و همکاری با سازمان یونیسف و یونسکو
- عضویت در شورای نظارت بر بازسازی موزه هنرهای معاصر
- مشاور عالی موزه سینما
- مشاور موزه عکس
- عضویت در کمیته هنرهای تجسمی خانه هنرمندان ایران
- عضویت در شورای تعیین حقوق تألیفی هنرمندان
- مشاوره و همکاری با شورای کتاب کودک
- مشاوره و همکاری با موسسه پژوهشی کودکان دنیا
- همکاری با ناشرین مختلف به عنوان مدیر هنری
- مدیریت هنری نشریه اکتشاف و تولید وزارت نفت
- عضویت در کمیته تخصصی تدوین کتب درسی گرافیک دانشگاه جامع علمی-کاربردی
- عضویت در کمیسیون سیاست‌گذاری رنگ در شهرِ زیباسازی شهرداری تهران
- دبیرکل جشنواره پوستر و کاریکاتور آسمان آبی تهران، شرکت کنترل کیفیت هوا، ۱۳۷۶
- داور نخستین دوره نشان پژوهشی اردیبهشت، ۱۳۸۶
- مشاور و عضو کمیسون تشکیل موزه مجلس شورای اسلامی، ۱۳۸۶
- دبیر کمیته مطالعات راهبردی امور هنری شهر تهران ۱۳۸۷
- داور جشنواره تصویر سال هشتم، ۱۳۸۹
- دبیرکل دومین جشنواره کارت پستال‌های شهری شهرداری تهران، ۱۳۸۹
- عضو شورای تخصصی بررسی ثبت آثار هنری در وزارت ارشاد ۱۳۹۰–۱۳۹۲
- کارشناس هنری جشنواره بین‌المللی هنرهای تجسمی کودک و نوجوان، ۱۳۹۱
- عضویت در شورای سیاست‌گذاری بینال‌های ملی و بین‌المللی و جشنواره‌های متعدد مانند بینال بین‌المللی طراحی گرافیک تهران، جشنواره‌های تجسمی فجر، جشنواره‌های شمسه، جشنواره‌های بین‌المللی و ملی هنرهای تجسمی جوانان
- دبیر کلی، دبیری و داوری بسیاری از جشنواره‌های تجسمی مانند جشنوارهٔ تجسمی فجر، جشنواره‌های ملی تبلیغات، جشنواره‌های ملی تلویزیون
- مشاور هنری سازمان‌های دولتی نظیر وزارت نفت، موزه ملی ایران، وزارت نیرو، وزارت ارشاد، وزارت آموزش و پرورش، بانک‌های ملت، ملی، مسکن، ایران-ونزوئلا، پژوهشکده ملی بانک‌داری
- برگزاری ورکشاپ‌های هنری
- برگزاری سخنرانی‌ها و سمینارهای علمی-تحلیلی متعدد
- طراحی گرافیک و مشاوره هنری برای سازمان‌ها و مؤسسات بخش خصوصی
- همکاری در امر برنامه‌ریزی و آموزش با مؤسسات فرهنگی-آموزشی مختلف در بخش خصوصی
- طراحی و ساخت لوح مینا برای نخستین جشنواره بین‌المللی عروسکی ایران
- طراحی و ساخت تندیس اولین و دومین جشنواره سیما
- مشاور هنری و طراح گرافیک جشنواره سیما
- مشاور و کارشناس معاونت رسانه مجازی سیما

## انتشارات
- موسوی جزایری، کلهرنیا، بهرام، ۱۳۸۵. مهر نگارین، آلبوم خوش نویسی از آثار موسوی جزایری به خط کوفی.
- کلهرنیا، بهرام، ۱۳۸۹. نشانه به‌سر: پرنده اسطوره‌ای گرافیک، مرغ هویت بخش گویند، هرجا که پرگشاید بر معنا افزاید. نشانه گاه افزون از هزار موعظه دارد: گزیده آثار طراحان گرافیک استان کرمانشاه، فردابه
- موسوی جزایری، سید محمد وحید، قلیچ خانی، حمیدرضا، کلهرنیا، بهرام، ۱۳۹۲. از سنگ‌نوشته‌های کوفی تا تایپوگرافی معاصر، گام‌هایی به سوی فونت فارسی جامع و شایسته.[۶]
- کلهرنیا، بهرام، ۱۳۹۳. مادر ماه کامل، پدر تمام خورشید. به مناسبت هفته کودک، موزه ملی ایران، تهران.
- کلهرنیا، بهرام، ۱۳۹۶. سهم شک، آثار برگزیده، گالری آ، تهران.
- کتاب زاده خورشید، ویراستار علمی
- کتاب هنر-علم (از مجموعه انتشارات یونسکو)، ویراستار هنری
- Kalhornia, B. , 2012. Baniasadi’s Birth Place and Background، Mohammed Ali Baniasadi: History and Innovation, Bookbird: A Journal of International Children's Literature
- مقاله‌ها و گفتگوهای چاپ شده در روزنامه‌ها و نشریات متعدد نظیر: جهت اطلاع (نشریه تخصصی انجمن صنفی طراحان گرافیک ایران)، تندیس، پایاب، دنیای سخن، آدینه، شرق، اطلاعات، ایران، انتخاب، تماشاگران، منظر، مشعل (نشریه وزارت نفت)...

## کیوریتوری و برگزاری نمایشگاه‌های گروهی
- ۱۳۹۸ - نمایشگاه گروهی گرافیک «زن+مرد»، گالری وَرد، تهران[۷]
- ۱۳۹۸ - نمایشگاه گروهی تصویرسازی «از دیو تا فرشته تا خیر تا شر تا سیاه تا سفید تا رنگ! در گرگ و میش خیال و افسانه و نقاشی»، گالری وَرد، تهران[۸]
- ۱۳۹۸ - نمایشگاه گروهی خط «سه هزار بار نوشتن»، گالری وَرد، تهران
- ۱۳۹۸ - نمایشگاه گروهی تصویرسازی «نگهبان شهر شهرزادان»، گالری وَرد، تهران
- ۱۴۰۰ - نمایشگاه گروهی طراحی «عالیجناب شکارچی»، گالری وَرد، تهران
- ۱۴۰۰ - نمایشگاه گروهی چاپ «برگردان»، گالری وَرد، تهران

## نمایشگاه انفرادی
- ۱۳۸۴ - ترانه سنگ، نمایشگاه طراحی، گالری زنگار، تهران
- ۱۳۹۵ - سهم شک، نمایشگاه طراحی، گالری آ، تهران[۹]

## نمایشگاه‌های گروهی
- ۱۳۵۴ - نمایشگاه گروهی عکاسی دانشجویی، دانشکده هنرهای تزئینی، تهران
- ؟ - نمایشگاه طراحی فردی و گروهی، گالری پُنچ، کرمانشاه
- ؟ - نمایشگاه طراحی بین‌المللی گروهی، موزه هنرهای معاصر، تهران
- ؟ - بینال طراحی بین‌المللی گروهی، موزه هنرهای معاصر، تهران
- ؟ - نمایشگاه گروهی گرافیک، موزه امام علی، تهران
- ؟ - نمایشگاه گروهی گرافیک، خانه هنرمندان ایران، تهران
- ؟ - نمایشگاه گروهی تصویر سال، خانه هنرمندان ایران، تهران
- ۱۳۹۵ - شاعرانه، گذر از رؤیا، گالری لاله، تهران[۱۰]
- ۱۳۹۷- طراحی به عنوان زنده، نمایشگاه گروهی طراحی، خانه هنرمندان ایران، تهران[۱۱]
- ۱۳۹۸ - زن+مرد، نمایشگاه گروهی گرافیک، گالری ورد، تهران[۷]
- ۱۳۹۸ - از دیو تا فرشته تا خیر تا شر تا سیاه تا سفید تا رنگ! در گرگ و میش خیال و افسانه و نقاشی، نمایشگاه گروهی تصویرسازی، گالری ورد، تهران[۸]